# Asociace pro filmovou a audiovizuální výchovu
Asociace pro filmovou a audiovizuální výchovu, z.s. (ASFAV) je oborovou neziskovou organizací, která se věnuje podpoře a rozvoji oboru filmové a audiovizuální výchovy v České republice. Od svého vzniku v roce 2017 se věnuje především sdružování „neziskových organizací a škol působících v oboru filmové a audiovizuální výchovy, ale také jednotlivce – profesionály, pedagogy, badatele, lektory a experty se zájmem o rozvoj této oblasti.“

## Aktivity
Mezi aktivity patří především organizace osvětových a networkingových akcí, informační servis pro odbornou a širokou veřejnost, advokacie a lobbying, ale také široká podpora učitelů a lektorů filmové a audiovizuální výchovy na základních a středních školách. V roce 2022 začala organizace oslovovat známé osobnosti filmu, aby se staly ambasadory oboru. Patří mezi ně mimo jiné Helena Třeštíková, Václav Marhoul, Rudolf Adler, Antonie Formanová, Michaela Pavlátová, Tereza Dočkalová, Vojtěch Vodochodský nebo Tom Sean.

### Kino za školou
Kino za školou je mezinárodní konference věnovaná otázkám a problémům filmové a audiovizuální výchovy. Konference se koná od roku 2016 ve Zlíně v rámci Mezinárodního filmového festivalu filmů pro děti a mládež.

### Cena Borise Jachnina
Od roku 2019 udělují členové Asociace Cenu Borise Jachnina za dlouhodobý přínos oboru filmové a audiovizuální výchovy a za pedagogický přínos oboru.
Držitelé ceny:

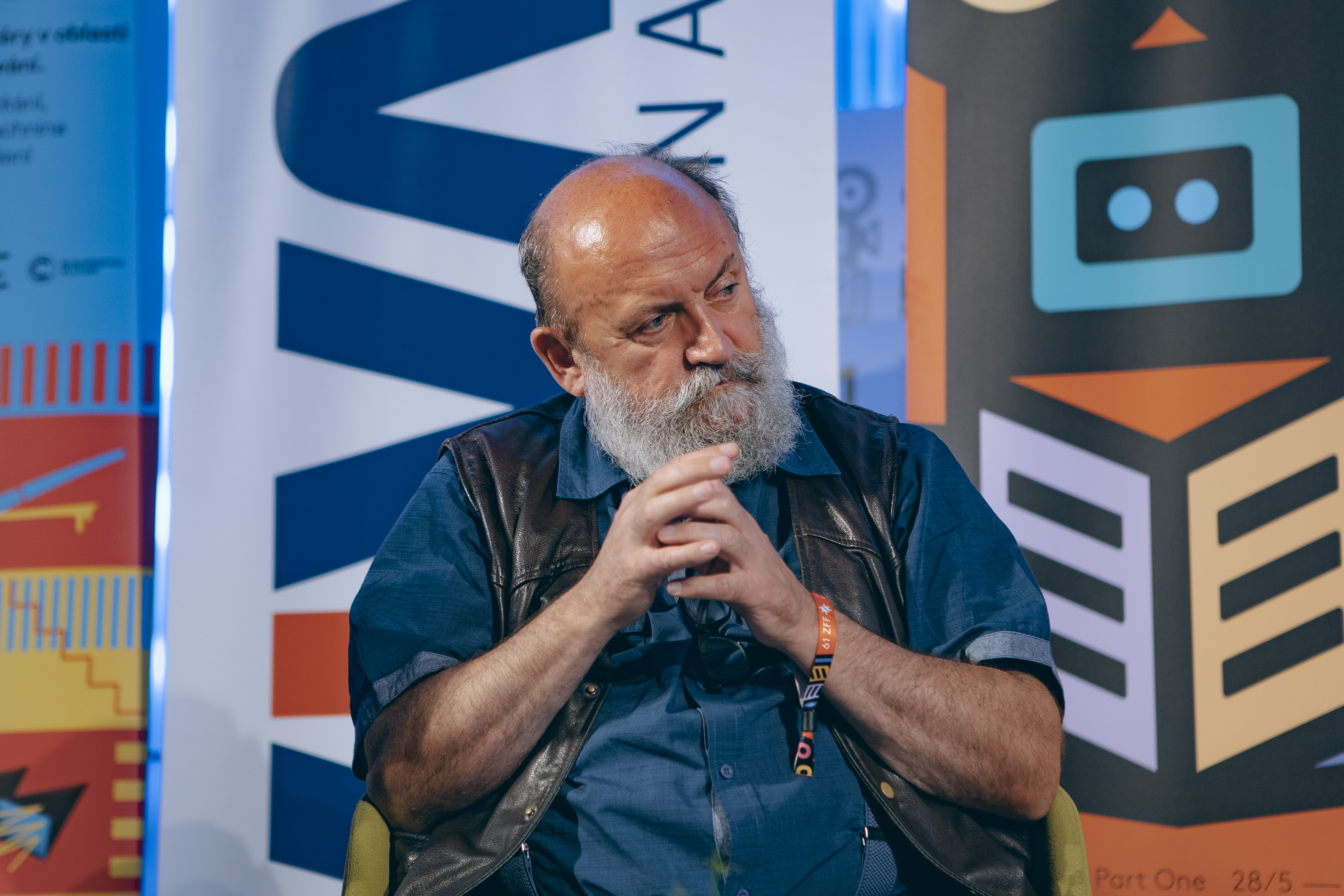
Vladimír Beran na konferenci Kino za školou, Zlín Film Festival 2021

- 2019: Čestmír Církva, Jiřina Fleischmannová
- 2020: Rudolf Adler, Petra Peštová, Alena Pěkná
- 2021: Tereza Czesany Dvořáková, Jaroslav Cinkl
- 2022: Linda Arbanová, Vladimír Beran
- 2023: Boca Abrhámová, Jan Příhoda[1], Ivana Lipovská
- 2024: Martina Voráčková, František Topinka
- 2025: Jiří Forejt[4]

### Kurzy filmové výchovy
V rámci dvouletého projektu financovaného z Fondů EHP a Norska realizuje ASFAV projekt "Posílení oboru filmová a audiovizuální výchova" v ČR. Jeho součástí jsou také komplexní kurzy filmové výchovy pro učitele všech typů škol. Kurzy jsou zaměřeny na dílčí témata (základy filmové výchovy, historie filmu a teorie filmu, metodika a didaktika filmové výchovy, praktická filmová tvorba), webináře Základy filmové výchovy, které jsou součástí kurzů, jsou akreditovány Ministerstvem školství, mládeže a tělovýchovy v rámci DVPP.

### Filmouka
V roce 2023 organizace publikovala průvodce filmem a audiovizí pro základní školy s názvem Filmouka. Průvodce nabízí základní témata a kapitoly na základě současného obsahu oboru Filmová/audiovizuální výchova na základních školách. Vedle samotného průvodce vzniká také multimediální portál, který kombinuje tištěnou knihu s webovým portálem s ukázkami z českých filmů.

## Vedení
- 2017–2019: Tereza Czesany Dvořáková (předsedkyně), Martina Voráčková
- 2019–2021: Pavel Bednařík (předseda), Linda Arbanová, Diana Tabakov (členové výboru)
- 2021–2023: Pavel Bednařík (předseda), Lucie Hlavicová, Martina Erbsová (členové výboru)
- 2023–2025: Lucie Hlavicová (předsedkyně), Martina Erbsová, Jiří Forejt (členové výboru)
- 2025–2027: Zuzana Havelková (zvolena 21. 3. 2025), Lucie Hlavicová, Petr Pláteník (členové výboru)